# Guillem Viladot

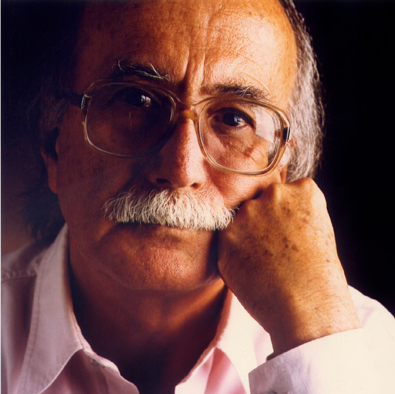
Retrato de Guillem Viladot.

Guillem Viladot i Puig (Agramunt, Lérida, 26 de abril de 1922-Barcelona, 19 de noviembre de 1999) fue un escritor español en lengua catalana.

## Biografía
Estudió farmacia y ejerció la profesión durante muchos años en su localidad de nacimient. Colaboró con numerosas revistas y diarios, como La Mañana, Segre, La Vanguardia, Diari de Lleida, El Observador, Avui, El Periódico (suplemento de Lérida), Destino, Sion, Oriflama, Ponent y Serra d'Or.
Su obra se desarrolló independiente y al margen de los círculos literarios, y está impregnada de un espíritu contestatario contra cualquier forma de autoridad, que identifica tanto con las instituciones como con elementos mucho más personales e interiorizados, en una orientación muy influida por el psicoanálisis (el padre, dios, las inhibiciones sexuales y el lenguaje), pero aun así desarrollo una escritura con un fuerte componente lúdico (juegos de palabras, humor absurdo) y con el yo como materia de indagación. Su estilo es cuidadoso y original y con un fuerte deseo de búsqueda creadora.
Fundó el centro Lo Pardal en 1991, donde exponía los poemas objeto creados por él, y que en 2000 se convirtió en museo. Ha sido socio honorario de la Asociación de Escritores en Lengua Catalana y en 1993 recibió la Cruz de Sant Jordi.

## Obras

### Poesía
- Sopes amb pa torrat (1965)
- Contrapoemes (1972)
- Entre Opus i Opus (1973)
- Amor físic (1983)
- Urc del cos (1985)
- Res comú (1997)
- Poesia completa (1990-1996) (1998)
- Papers de l'oblit (2000)

### Poemes
- Memòria de Riella (1959-1974), tetralogía
- Erill avall (1966)
- La cendra (1970)
- Ricard (1976)
- L'amo (1980)
- Discurs horitzontal (1982)
- Memorial de Na Nona (1983)
- Autostop a la ciutat submergida (1984)
- Simetría (1986)
- Ciutadà 000000000001 (1989)
- Joana (1991)
- Carles (1994)
- La gent i el vent (1996, Premio Víctor Català)
- Autobiografia de Déu (1998)
- Els ulls (1999)
- Ruth (2000)